# اسپارگنوتیس پیله ریانا
اسپارگنوتیس پیله ریانا یک نوع بید (حشره) از خانواده برگ‌پیچان است که در منطقه دیرینه‌قطبی یافت می‌شود.
پهنای بال حشره ۲۵–۲۰ میلی‌متر است. عمر یک نسل از این حشره بین ماه‌های ژوئیه تا اوت سپری می‌شود.
لارو حشره بر روی توت‌فرنگی (سرده) و انگور تغذیه می کند.